# Чёрный кулак
Чёрный кулак (англ. Black Fist) — блэксплуатационный фильм 1974 года. Фильм является общедоступным. В ролях Ричард Лоусон, Анназетт Чейз, Филип Майкл Томас и Дэбни Коулмен. Саундтрек состоит из песен в стилях диско и фанк.

## Сюжет
Фильм про уличного бойца, который идет работать на белого гангстера и коррумпированного копа.